# Couteau balistique

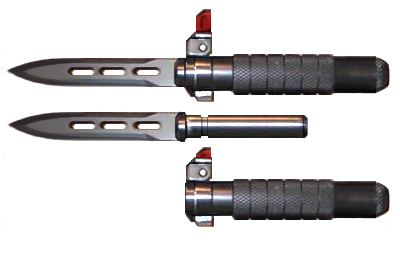
Couteau balistique fabriqué aux États-Unis

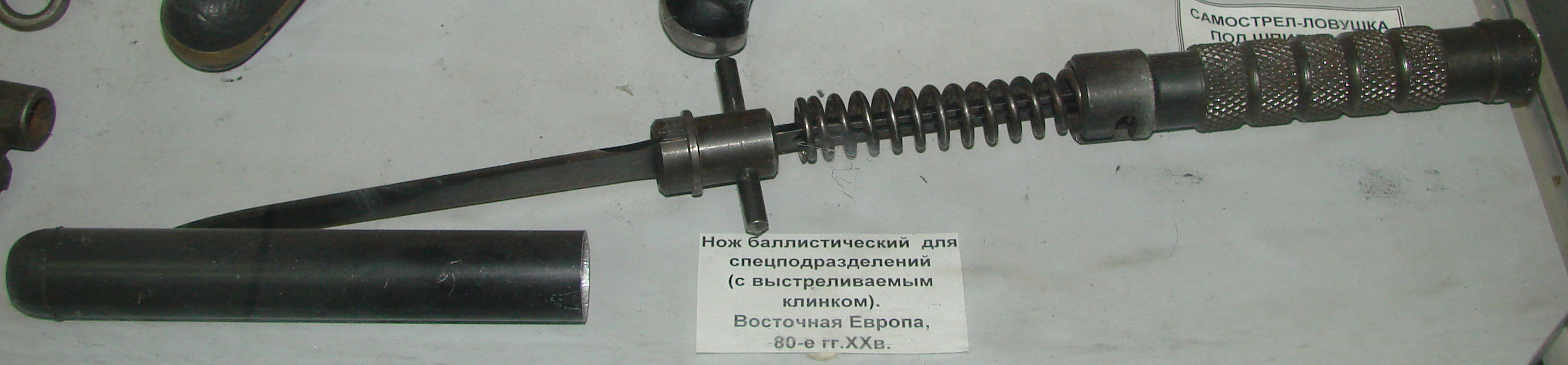
Couteau balistique d'Europe de l'Est, vers 1980

Un couteau balistique est un couteau à lame éjectable. Le mécanisme permettant à la lame d'être éjectée du manche est actionné par un ressort ou une compression. Les couteaux balistiques ont été produits par l'entreprise Ostblock en Union soviétique.
Les couteaux balistiques auraient été utilisés à grande échelle par les Spetsnaz, les troupes d'élite de l'armée soviétique[réf. nécessaire] [Quand ?].
Les couteaux balistiques ont été créés pour être utilisés dans des situations nécessitant des interventions discrètes où les armes à feu sont inappropriées. Le couteau peut être utilisé en tant que tel, ou les lames peuvent être propulsées en actionnant un bouton ou en déclenchant un vérin.
La puissance du ressort permet l'envoi d'une lame à six mètres ou plus avec une vitesse de 63 km/h.
Les couteaux balistiques ont connu une brève notoriété au milieu des années 1980. Depuis lors la commercialisation et/ou la vente de couteaux balistiques aux civils est restreinte ou interdite dans de nombreux pays.

## Fiction
Ce genre de couteau a été utilisé dans la fiction, notamment :
- dans les jeux vidéo Call of Duty: Black Ops, Call of Duty: Black Ops 2 et Call of Duty: Black Ops 3.
- dans l'épisode La grande ville (Locked box) de la série télévisée américaine Equalizer.
- The punisher 2004 (le tonneau en voiture)